# Station Schönefeld (bei Berlin)
Station Schönefeld (bei Berlin) (tot 2020 station Berlin-Schönefeld Flughafen, daarna tot 2023 station Flughafen BER – Terminal 5 (Schönefeld)) is een spoorwegstation in de Duitse plaats Schönefeld ten zuidoosten van de hoofdstad Berlijn. Het station werd in 1951 geopend.

## Nieuw vliegveld

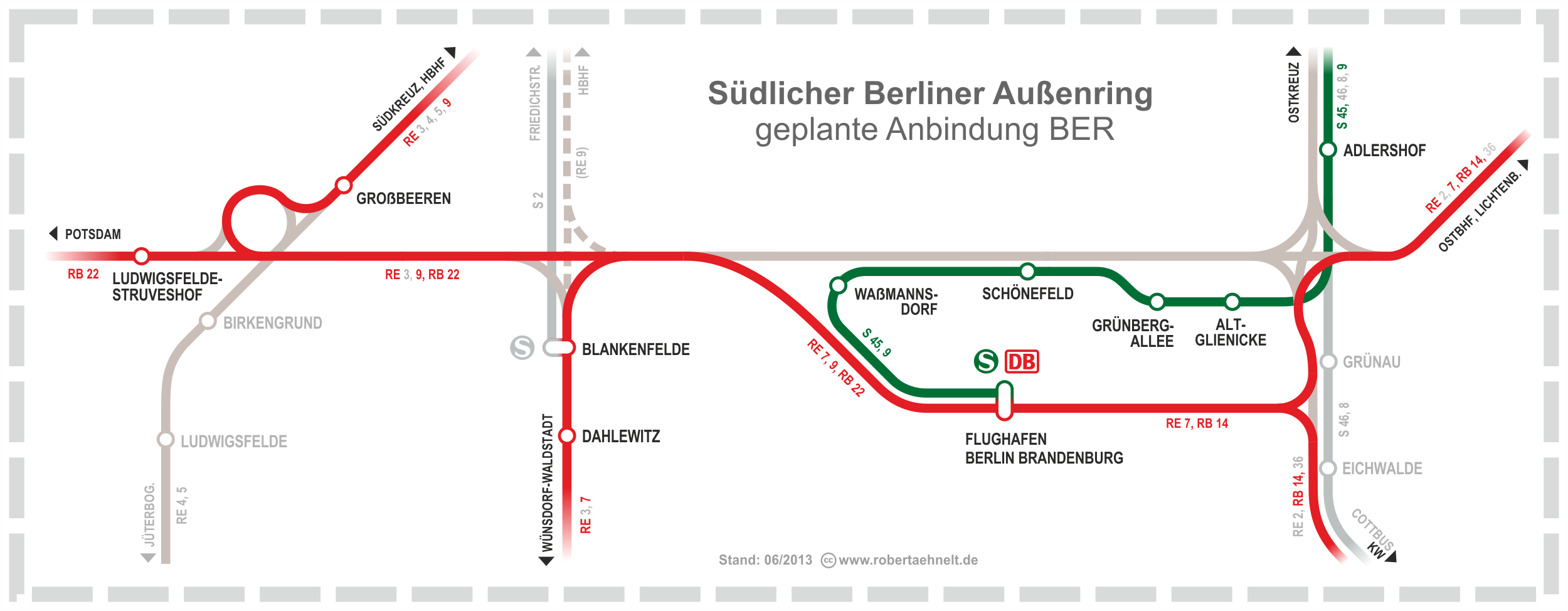
De toekomstige situatie van de spoorlijnen rondom Schönefeld

Nadat de Flughafen Berlin Brandenburg in gebruik werd genomen, is het regionale treinverkeer verhuisd naar het nieuw gebouwde station bij deze luchthaven, waar nu ook de S-Bahn stopt. Omdat de terminal van de oude luchthaven Schönefeld als terminal 5 van de nieuwe luchthaven tijdelijk in gebruik bleef, werd het station Berlin-Schönefeld Flughafen per 19 oktober 2020 omgedoopt in Flughafen BER – Terminal 5 (Schönefeld).
De naamgevende terminal 5 van het vliegveld werd in februari 2021 vanwege de coronacrisis gesloten. Deze zou niet meer opengaan, waarmee dit station geen dienst meer deed voor het vliegveld. Op 10 december 2023 werd het station hierom hernoemd naar Schönefeld (bei Berlin).